# Kumberg
Kumberg osztrák mezőváros Stájerország Graz-környéki járásában. 2017 januárjában 3843 lakosa volt.

## Elhelyezkedése

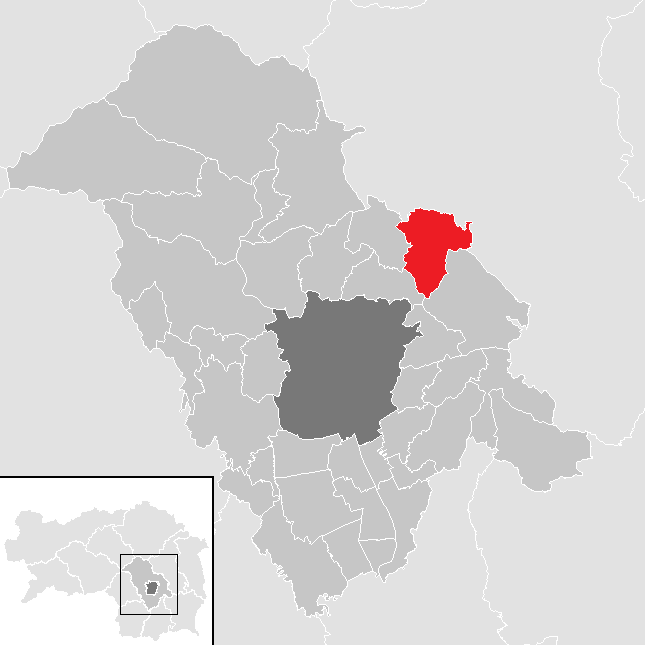
Kumberg a Graz-környéki járásban

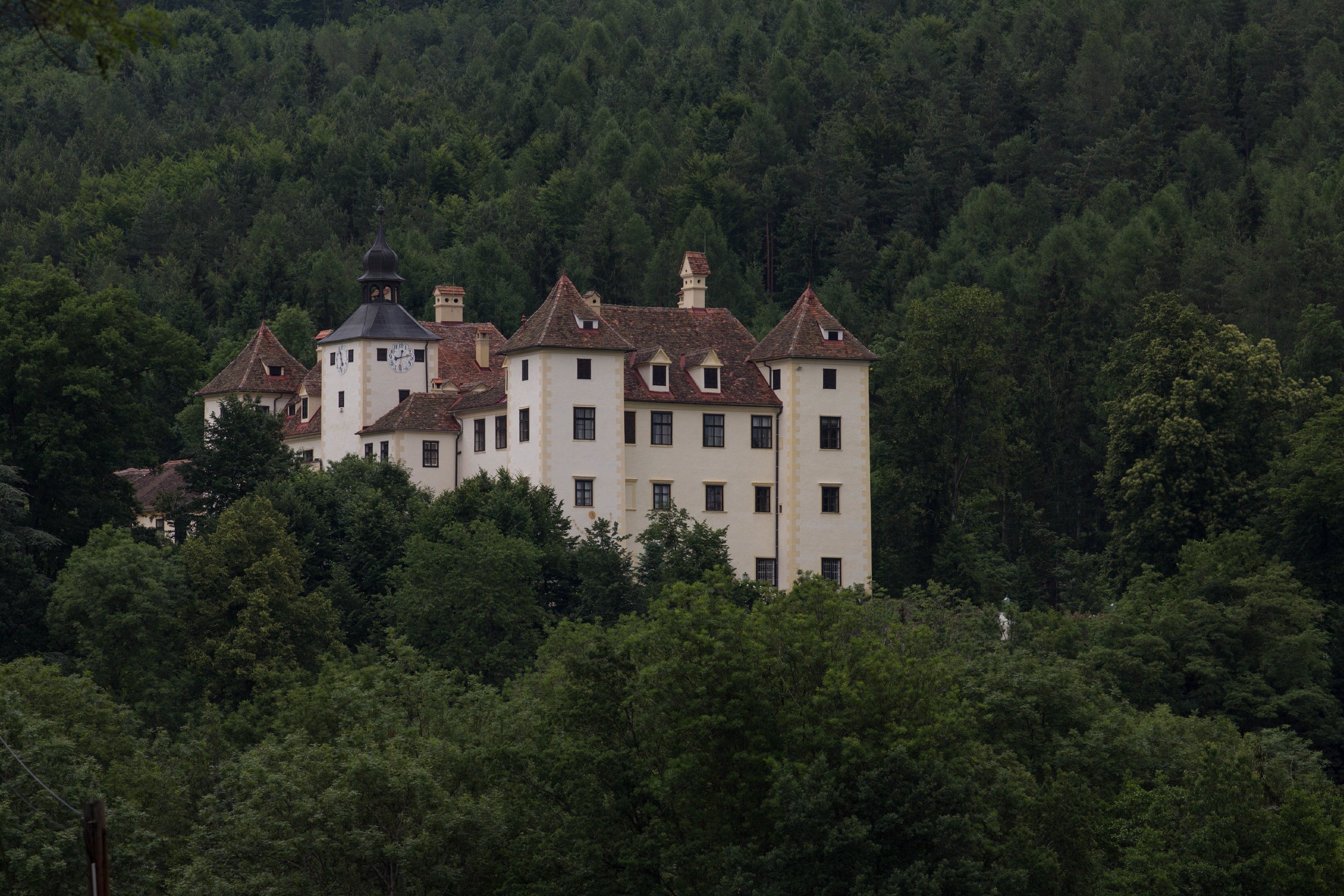
Kainberg kastélya

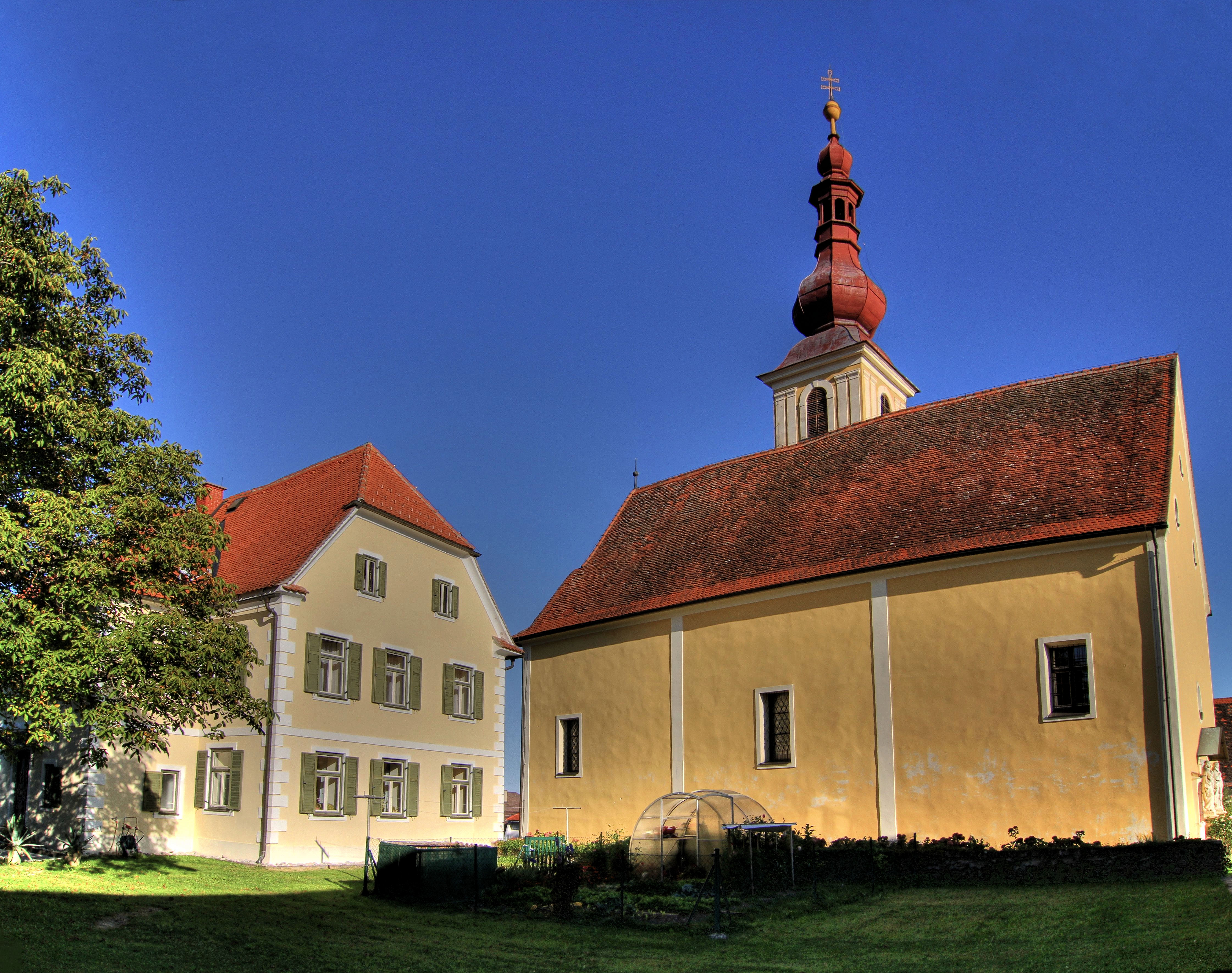
A Szt. István-plébániatemplom

Kumberg Nyugat-Stájerországban fekszik, a Kelet-stájerországi dombságon, a Rabnitzbach (a Rába mellékkfolyója) mentén, kb. 15 km-re északkeletre Graztól. Az önkormányzat 4 települést egyesít: Gschwendt (940 lakos 2017-ben), Hofstätten (408), Kumberg (1713) és Rabnitz (782).
A környező önkormányzatok: délkeletre Eggersdorf bei Graz, délnyugatra Weinitzen, nyugatra Sankt Radegund bei Graz, északra Gutenberg-Stenzengreith, északkeletre Mortantsch, keletre Mitterdorf an der Raab.

## Története
A települést I. Kuno von Rott bajor palotagróf (1055 - kb. 1086) alapította, róla kapta a nevét is. Először 1142-ben említik meg írásos források. Mezővárosi státuszát 1964-ben kapta. Kb. 1970 óta a Grazból az agglomerációba költözők miatt lakossága gyors növekedésnek indult. 

## Lakosság
A kumbergi önkormányzat területén 2017 januárjában 3843 fő élt. A lakosságszám 1939 óta gyarapodó tendenciát mutat. 2015-ben a helybeliek 96,8%-a volt osztrák állampolgár; a külföldiek közül 1,6% a régi (2004 előtti), 1% az új EU-tagállamokból érkezett. 2001-ben a lakosok 87,7%-a római katolikusnak, 2,2% evangélikusnak, 6,2% pedig felekezet nélkülinek vallotta magát. Ugyanekkor 9 magyar élt a mezővárosban. 

## Látnivalók
- Kainberg kastélyának helyén a 13. század elején épült vár, 1218-ban már megemlítik tulajdonosát, Otto von Chunperchet. 1570-75 között akkori birtokosa, VI. Otto von Ratmannsdorf reneszánsz kastéllyá alakította át. Tőle lánya örökölte Kainberget, aki protestáns vallása miatt 1629-ben kénytelen volt Németországba költözni. A kastély Siegmund Friedrich von Gleispachhoz került, majd 1685-ben Georg Siegmund von Dietrichstein gróf szerezte meg. Néhány tulajdonosváltás után 1841-ben Franz Karl Eduard von Wimpffen gróf vásárolta meg, akinek utódai máig a kastélyban élnek.
- a Szt. István-plébániatemplom a mai formáját 1777-ben nyerte el.
- Pircha kápolnája
- a gschwendti útmenti szentkép
- a műemléki védettségű régi fogadó
- 2012-ben Kumbergben nyílt meg az első osztrák erdei temető.

## Fordítás
- Ez a szócikk részben vagy egészben  a   Kumberg című német Wikipédia-szócikk ezen változatának fordításán alapul.  Az eredeti cikk szerkesztőit annak laptörténete sorolja fel. Ez a jelzés csupán a megfogalmazás eredetét és a szerzői jogokat jelzi, nem szolgál a cikkben szereplő információk forrásmegjelöléseként.